# Hohenthann
Hohenthann è un comune tedesco di 3 773 abitanti, situato nel land della Baviera.